# Lindsay Kemp
Pour les articles homonymes, voir Kemp.
Lindsay Kemp, né le 3 mai 1938 à Birkenhead (Angleterre) et mort le 24 août 2018 à Livourne (Toscane),, est un chorégraphe, acteur et mime britannique.

## Biographie
D'après les témoignages de sa famille, Lindsay Kemp danse depuis sa plus jeune enfance à South Shields. Il étudie au Bearwood College, près de Wokingham puis fréquente le Bradford Art College qui compte parmi ses élèves Hilde Holger et le mime Marcel Marceau.
Lindsay Kemp fonde sa compagnie dans les années 1960. Il attire l'attention du public pour la première fois au festival d'Édimbourg en 1968. Kate Bush et David Bowie furent ses élèves. Au début des années 1970, il enseigne au Dance Centre de la Floral Street, à Covent Garden.

« [Le premier album de David Bowie] attira l’attention de Lindsay Kemp, un mime de tendance abstraite qui était aussi professeur de danse. Sous son enseignement, Bowie apprit à bouger sur scène, à user de la lumière sombre pour appuyer le sens d’une chanson, et à se maquiller comme un mime, évoquant aussi bien le Kabuki, le théâtre japonais traditionnel, que Jean Genet ou le théâtre de l’absurde. »

Bowie, pas encore célèbre, est fortement impressionné par Kemp, dont il juge le quotidien « théâtral ». Kemp le fait jouer dans sa troupe, et les deux hommes deviennent amants. Mais Kemp réalise qu'il n'est qu'un passetemps pour le jeune homme, et s'ouvre les veines en découvrant que celui -ci couche aussi avec la costumière de la troupe, Natasha Korniloff. Kemp estime avoir beaucoup influencé l'esthétique des premiers spectacles du chanteur : « Bowie m’a tout pris, disait-il. Mes robes, mes coiffures et mon maquillage. » Ambitieux, Bowie n’avait aucun scrupule quand il s’agissait de sa carrière.
Le style de Lindsay Kemp est un mélange de l'art butoh, du mime, du burlesque et de music hall[réf. nécessaire].

## Filmographie
- 1970 : Les Passions des vampires (The Vampire Lovers) de Roy Ward Baker
- 1972 : Le Messie sauvage (Savage Messiah) de Ken Russell
- 1973 : Le Dieu d'osier (The Wicker Man) de Robin Hardy
- 1976 : Sebastiane de Derek Jarman
- 1977 : Valentino de Ken Russell
- 1977 : Jubilee de Derek Jarman
- 1987 : Cartes postales d'Italie (Cartoline italiane) de Memè Perlini
- 1993 : The Line, the Cross and the Curve de Kate Bush
- 1998 : Velvet Goldmine de Todd Haynes